# Кубок Шотландії з футболу 1884—1885
Кубок Шотландії з футболу 1884–1885 — 12-й розіграш кубкового футбольного турніру у Шотландії. Титул вперше здобув Рентон.

## Четвертий раунд
| Команда 1                        | Рахунок | Команда 2                 |
| -------------------------------- | ------- | ------------------------- |
| 15 листопада 1884                |         |                           |
| Енбенк                           | 5:2     | Квін оф зе Сауз Вондерерс |
| Артурлі                          | 1:2     | Вейл оф Левен             |
| Камбусленг                       | 2:2     | Торнлібенк                |
| Дамбартон                        | 6:3     | Партік                    |
| Гіберніан                        | 5:1     | Ейр                       |
| Ауе Бойс                         | 2:2     | Вест Бенгар               |
| Поллокшилдс Атлетік              | 0:3     | Батлфілд                  |
| Рейнджерс                        | 3:4*    | Арброт                    |
| Рентон                           | 2:1     | Сент-Міррен               |
| Вішоу Свіфтс                     | 1:2     | Мортон                    |
| 22 листопада 1884 (перегравання) |         |                           |
| Торнлібенк                       | 0:0     | Камбусленг                |
| Вест Бенгар                      | 8:3     | Ауе Бойс                  |
| 20 грудня 1884 (перегравання)    |         |                           |
| Арброт                           | 1:8     | Рейнджерс                 |

* - результат було скасовано, було призначено повторний матч.
** - до наступного раунду пройшли обидві команди.

## П'ятий раунд
Команди Батлфілд, Рейнджерс, Рентон, Торнлібенк, Вейл оф Левен  пройшли до наступного раунду після жеребкування.
| Команда 1     | Рахунок | Команда 2   |
| ------------- | ------- | ----------- |
| 6 грудня 1884 |         |             |
| Енбенк        | 5:1     | Вест Бенгар |
| Камбусленг    | 4:1     | Дамбартон   |
| Гіберніан     | 4:0     | Мортон      |

## Чвертьфінали
| Команда 1      | Рахунок | Команда 2     |
| -------------- | ------- | ------------- |
| 27 грудня 1884 |         |               |
| Гіберніан      | 5:0     | Енбенк        |
| Рентон         | 5:3     | Рейнджерс     |
| Торнлібенк     | 3:4     | Вейл оф Левен |
| 10 січня 1885  |         |               |
| Камбусленг     | 3:1     | Батлфілд      |

## Півфінали
| Команда 1     | Рахунок | Команда 2     |
| ------------- | ------- | ------------- |
| 24 січня 1885 |         |               |
| Гіберніан     | 2:3     | Рентон        |
| 31 січня 1885 |         |               |
| Вейл оф Левен | 0:0     | Камбусленг    |
| 7 лютого 1885 |         |               |
| Камбусленг    | 1:3     | Вейл оф Левен |

## Фінал
| 21 лютого 1885 |

| Рентон | 0:0 | Вейл оф Левен |
| ------ | --- | ------------- |
|        |     |               |

| Гемпден-Парк, Глазго Глядачів: 2 500 |

### Перегравання
| 28 лютого 1885 |

| Рентон | 3:1 | Вейл оф Левен |
| ------ | --- | ------------- |
|        |     |               |

| Гемпден-Парк, Глазго Глядачів: 3 500 |